# Gnadenwald
Gnadenwald – gmina w Austrii, w kraju związkowym Tyrol, w powiecie Innsbruck-Land. Według Austriackiego Urzędu Statystycznego liczyła 772 mieszkańców (1 stycznia 2015).